# Municipio de Clay (condado de LaGrange)
El municipio de Clay (en inglés: Clay Township) es un municipio ubicado en el condado de LaGrange en el estado estadounidense de Indiana. En el año 2010 tenía una población de 3424 habitantes y una densidad poblacional de 36,52 personas por km².

## Geografía
El municipio de Clay se encuentra ubicado en las coordenadas 41°39′47″N 85°29′2″O / 41.66306, -85.48389. Según la Oficina del Censo de los Estados Unidos, el municipio tiene una superficie total de 93.75 km², de la cual 93,6 km² corresponden a tierra firme y (0,15 %) 0,14 km² es agua.

## Demografía
Según el censo de 2010, había 3424 personas residiendo en el municipio de Clay. La densidad de población era de 36,52 hab./km². De los 3424 habitantes, el municipio de Clay estaba compuesto por el 97,2 % blancos, el 0,18 % eran afroamericanos, el 0,23 % eran amerindios, el 0,47 % eran asiáticos, el 1,26 % eran de otras razas y el 0,67 % eran de una mezcla de razas. Del total de la población el 3,62 % eran hispanos o latinos de cualquier raza.